# غريتشين كينتانا
غريتشين كينتانا هي منافسة ألعاب القوى كوبية، ولدت في 30 يونيو 1984 في سان كريستوبال في كوبا.

## وصلات خارجية
- غريتشين كينتانا على موقع الاتحاد الدولي لألعاب القوى (الإنجليزية)
- غريتشين كينتانا على موقع أوليمبيديا (الإنجليزية)